# Дзержинский (крейсер)
«Дзержинский» — советский крейсер проекта 68-бис Черноморского флота ВМФ СССР.

## История строительства
Заводской номер: 374.
- 3 декабря 1947 года — зачислен в списки ВМФ.
- 21 декабря 1948 года — заложен на ССЗ № 444 («Завод им. А. Марти», Николаев).
- 31 августа 1950 года — спущен на воду.
- 18 августа 1952 года — введен в строй.

## История службы
30 августа 1952 года — вошёл в состав КЧФ. С 1953 года в составе 50-й дивизии крейсеров Эскадры Черноморского флота.
К концу 1955 года на основании выполненной предэскизной проработки, конструкторское бюро определило оптимальный вариант: размещение пусковой установки зенитного ракетного комплекса М-2 на месте снимаемой кормовой башни главного калибра (номер 3) с одновременной перекомпоновкой снарядного погреба этой башни под хранилище ракет. Изменения по кораблю были подтверждены необходимыми расчетами остойчивости и непотопляемости. В феврале 1956 года Главком ВМФ утвердил ТТ задание на проект 70Э.
15 октября 1957 — 24 декабря 1958 годов — модернизирован и перестроен на «Севморзаводе» в Севастополе по проекту 70-Э. Главный конструктор проекта К. И. Трошков. В процессе переоборудования на корабле были сняты: третья башня, кормовой дальномерный пост, восемь 37-мм автоматов В-11 и торпедное вооружение. Вместо них смонтированы: один экспериментальный ЗРК М-2 со стабилизированной ПУ СМ-64, погреб на 10 ЗУР В-753, система управления «Корвет» и РЛС «Кактус» и «Разлив». Чтобы соорудить погреб, были прорезаны три палубы и сооружена надстройка высотой 3,3 м.
3 августа 1961 года — переклассифицирован в учебный КРЛ.
20—26 августа 1964 года — визит в Констанцу. Апрель 1967 года — визит в Сплит.
10—14 июля 1967 года — визит в Порт-Саид. 5—30 июня 1967 года и 5-24 октября 1973 года — находясь в зоне военных действий, выполнял боевую задачу по оказанию помощи вооруженным силам Египта (Шестидневная война и Война Судного дня).
9—12 августа 1969 года — визит в Варну. Октябрь 1969 года визит в Александрию. 26—30 апреля 1971 года — визит в Гавр. 14—18 декабря 1971 года — визит в Латакию.
Март 1976 года — визит в Тартус. Апрель 1976 года — визит в Сплит. 30 июня — 4 июля 1977 года — визит в Тунис. 20—25 октября 1978 года — визит в Пирей. 16—20 ноября 1978 года — визит в Стамбул.
19 февраля 1980 года — выведен из боевого состава ВМФ, законсервирован и поставлен в Севастополе на отстой. 12 октября 1988 года — разоружён и исключен из состава ВМФ. 9 декабря 1988 года — расформирован и передан в ОФИ для демонтажа и реализации.

## Командиры
- май 1952 - октябрь 1953 капитан 1-го ранга Богословский, Александр Тимофеевич
- 11.1953-1956.03. капитан 1-го ранга Максюта Юрий Иванович.
- капитан 1-го ранга Петр Старшинов
- 1969—1972 капитан-го 1 ранга Уланов Юрий Афанасьевич, старший помощник Кизилов Борис Михайлович.